# Tobias Schick

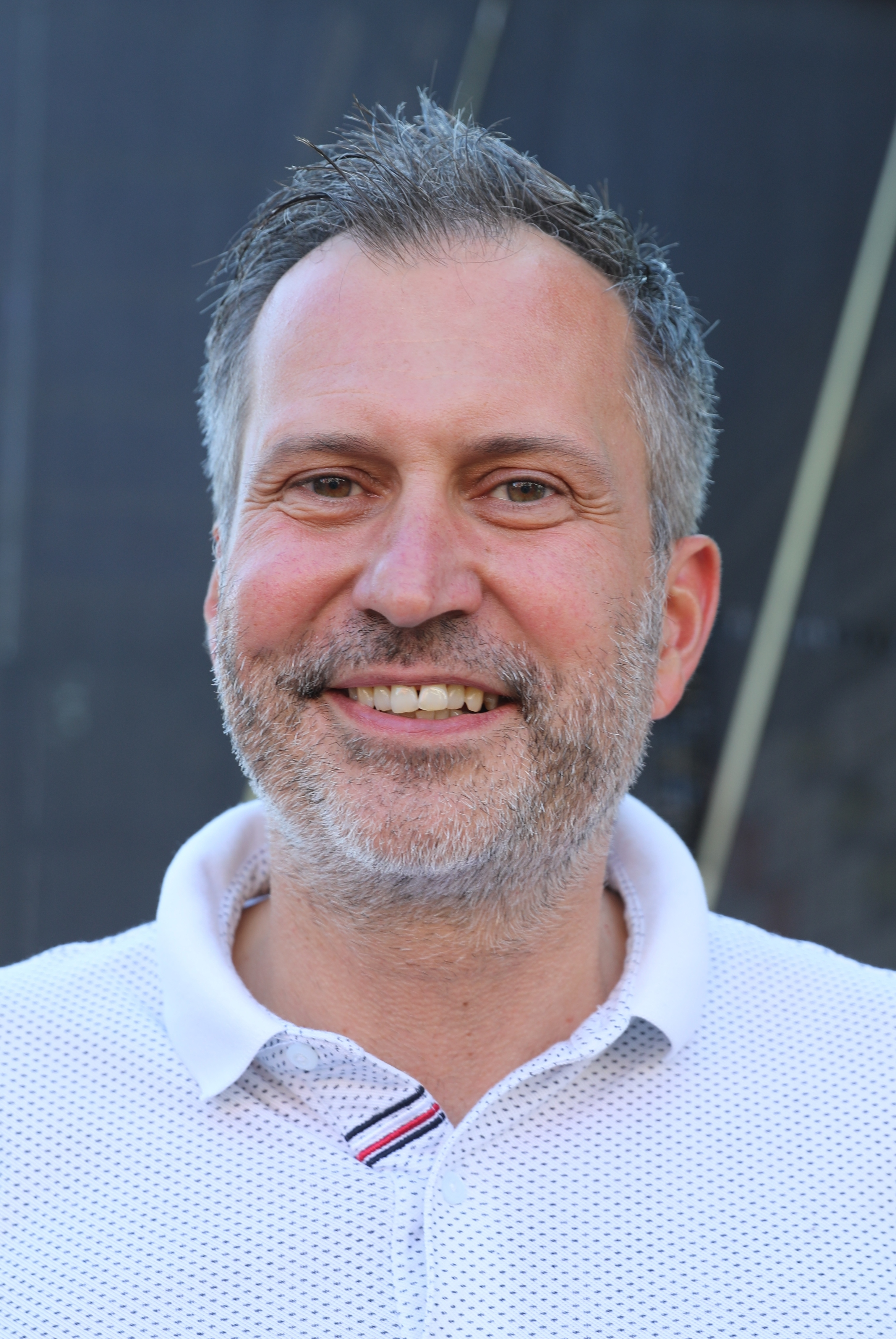
Tobias Schick (2024)

Tobias Schick (* 1980 in Ludwigsfelde) ist ein deutscher Politiker (SPD) und Sportfunktionär. Am 9. Oktober 2022 wurde er zum Oberbürgermeister von Cottbus gewählt und am 30. November 2022 in das Amt eingesetzt.

## Bildung und Beruf
Nach dem Abitur, das Tobias Schick 2000 an der Lausitzer Sportschule in Cottbus ablegte, studierte er Wirtschaftsingenieurwesen an der BTU Cottbus. Seit 2007 arbeitete er als Geschäftsführer des Stadtsportbundes Cottbus. Von 2016 bis 2020 studierte er an der Technischen Akademie Wuppertal (Standort Cottbus) und schloss das Studium als Verwaltungs-Betriebswirt (VWA) ab. Tobias Schick ist ledig und lebt im Cottbuser Stadtteil Spremberger Vorstadt.
Tobias Schick ist seit 2012 SPD-Mitglied und war von Anfang 2022 bis Februar 2023 Vorsitzender des SPD-Ortsvereins Cottbus-Süd. Von 2015 bis 2023 war er Beisitzer im Unterbezirksvorstand der Cottbuser SPD. Er ist Vorstandsmitglied beim OSTSEE Sportverein.
Bei der Bürgermeisterwahl in Cottbus zog Tobias Schick mit 31,8 Prozent der Stimmen im ersten Wahlgang in die Stichwahl ein, die er am 9. Oktober 2022 mit 68,6 Prozent der Stimmen gegen Lars Schieske (AfD) für sich entscheiden konnte. Er löste am 30. November 2022 Holger Kelch (CDU) ab, der nicht zur Wiederwahl angetreten war.